# Allograpta kinabalensis
Allograpta kinabalensis är en tvåvingeart som först beskrevs av Charles Howard Curran 1931.  Allograpta kinabalensis ingår i släktet Allograpta och familjen blomflugor. Inga underarter finns listade i Catalogue of Life.